# Carsten Klatte

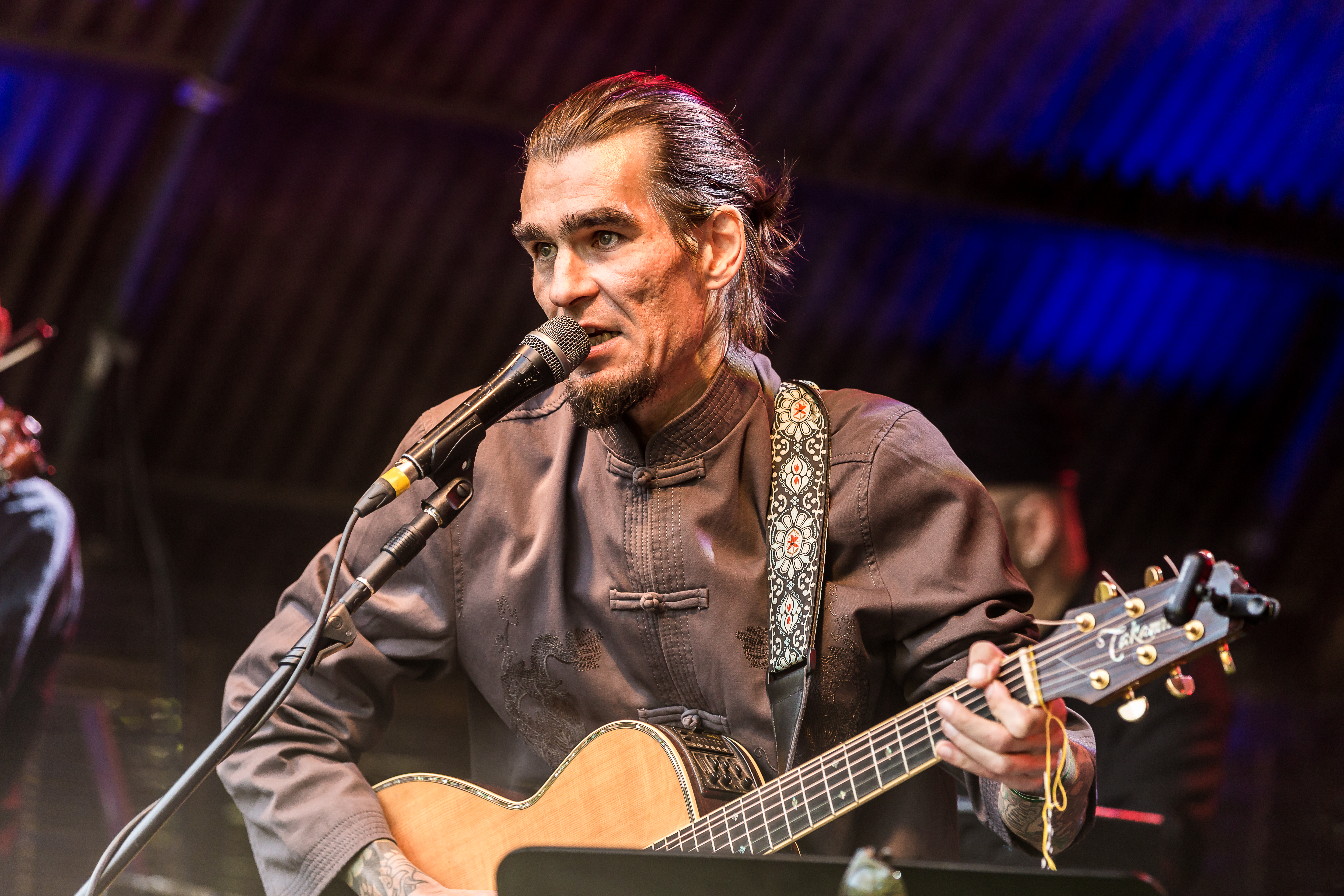
Carsten Klatte mit Widukind auf dem Nocturnal Culture Night 2018 in Deutzen

Carsten Klatte (* 21. April 1969 in Kiel) ist ein deutscher Musiker, Sänger, Textdichter und Komponist. Der in Berlin lebende Künstler ist seit den frühen 1990er Jahren Teil der deutschen Musikszene.
Carsten Klatte arbeitet als Solokünstler, tritt unter seinem eigenen Namen, als Lacasa del Cid und in Zusammenarbeit mit Yve Darksound als Widukind in Erscheinung. Bekannt ist Carsten Klatte vor allem durch seine Zusammenarbeit mit deutschen und internationalen Bands wie Wolfsheim, Cassandra Complex, Project Pitchfork, Goethes Erben, Peter Heppner oder N. U. Unruh von Einstürzende Neubauten.

## Künstlerischer Werdegang
Mitarbeit:
- 1993–1996: Sungod (Rodney Orpheus)
- 1997–1998: Aurora Sutra
- 1998–2001: Girls under Glass
- 1997–2000: Cassandra Complex
- seit 1999: Project Pitchfork
- 2000–2003: Goethes Erben
- 2002–2006: Livecrew Wolfsheim
- 2000–2004: Care Company
- seit 1989: Lacasa del Cid
- seit 2000: Pol
- seit 2008: Peter Heppner (Livecrew)
- seit 2011: Widukind

## Diskografie
Soloalben:
- 2010: Carsten Klatte

Mitwirkung:
- 1997: Aurora Sutra: I and I shall descend
- 2000: Cassandra Complex: Wetware
- 2000: Girls under Glass: Minddiver
- 2001: Girls under Glass: Between light and darkness
- 2000: Care Company: In the flow
- 2004: N. U. Unruh: 12-Ambiences Airshow (DVD)
- 2005: Goethes Erben: Dazwischen

Project Pitchfork (Livecrew):
- 1999: Daimonion
- 2001: Nun
- 2005: Kaskade

Wolfsheim (Livecrew):
- 2003: Kein zurück/live
- 2003: Blind single version (Titeltrack des Lars-Büschel-Films erbsen auf halb sechs)

CD-Releases als Lacasa del Cid:
- 1999: Soul Eclipse
- 2005: Lonestar
- 2006: Who killed Barbie?

Releases als Widukind:
- 2011: Widukind (CD, Silbenstreif/TS-Musix)
- 2011: Widukind (Buch & CD, limitierte Edition, Periplaneta Verlag Berlin, ISBN 978-3-940767-86-8)
- 2017: Avatar (Buch & CD, Periplaneta Verlag Berlin, ISBN 978-3-943412-32-1)